# Вільховецька сільська рада (Жидачівський район)
Вільховецька сільська рада — орган місцевого самоврядування у Жидачівському районі Львівської області. Адміністративний центр — село Вільхівці.

## Загальні відомості
Територією ради протікають річки Стрий, Тейсарівка, Кеня.

## Історія
7.5.1946 в Жидачівському районі село Цуцилівці перейменували на Вільхівці і Цуцилівську сільську Раду — на Вільховецьку.

## Населені пункти
Сільській раді підпорядковані населені пункти:
- с. Вільхівці
- с. Волиця-Гніздичівська
- с. Іванівці
- с. Пчани
- с. Тейсарів
- с. Туради

## Склад ради
Рада складається з 20 депутатів та голови.

### Керівний склад попередніх скликань
| ПІБ                       | Основні відомості                                                                                  | Дата обрання | Дата звільнення |
| ------------------------- | -------------------------------------------------------------------------------------------------- | ------------ | --------------- |
| Ткачук Стефан Кіндратович | Сільський голова, 1150 року народження, безпартійний                                               | 26.03.2006   | 31.10.2010      |
| Новак Василь Васильович   | Сільський голова, 1955 року народження, освіта вища, член Всеукраїнського об'єднання «Батьківщина» | 31.10.2010   | 25.10.2015      |
| Ілюк Василь Іванович      | Сільський голова, 1961 року народження, безпартійний                                               | 25.10.2015   |                 |

Примітка: таблиця складена за даними джерела